# Jason Robinson (cestista)
Jason Michael Robinson (Tacoma, 12 agosto 1980) è un ex cestista statunitense.

## Palmarès
- Copa Príncipe de Asturias: 1

Melilla: 2010